# Teatro Azteca
El Teatro Azteca (en inglés: Azteca Theater) es un teatro histórico art déco en el barrio de Chinatown de Fresno, California, al oeste de los Estados Unidos diseñado por Gustavo Acosta en 1948. El teatro fue el primer cine español en el Valle de San Joaquín, atendiendo a una población cada vez menor de estadounidenses de origen mexicano en el Valle Central de California. El teatro fue diseñado por la firma de Fresno, Johnson sina & Moore Consulting Engineers que diseñó el Teatro Biola y Johnson estuvo involucrado anteriormente en algunos de los trabajos en la fachada del Teatro Warner en Fresno.